# Forever Not Yours
Forever Not Yours é o primeiro single do A-ha do álbum Lifelines. O mesmo foi enviado para estações de rádio em partes da Europa em 22 de Fevereiro de 2002 (15 de abril na Bélgica) e foi lançado comercialmente em 02 de abril.

## Vídeo
O vídeo foi filmado em Cuba e o tema do vídeo foi baseado em inundações bíblicas e a Arca de Noé. Há muitos rostos famosos que entram na "entrada VIP" da Arca no clipe como Desmond Tutu, Madonna, Lenny Kravitz, e Elizabeth II da Inglaterra.
Na cena final, o A-ha, mais uma vez tira sarro de si mesmos: a entrada VIP acaba por ser uma entrada para uma sala de trabalho para a tripulação ser escravizada.
Teve a direção de Harald Zwart.

## Desempenho nas paradas musicais
| Parada musical (2002)  | Melhor posição |
| ---------------------- | -------------- |
| VG-lista               | 1              |
| Polish Singles Chart   | 1              |
| Canadian Singles Chart | 12             |
| Media Control Charts   | 18             |
| Italian Singles Chart  | 24             |
| Sverigetopplistan      | 46             |
| Spanish Singles Chart  | 47             |